# Grand Prix de l'Escaut 2019
La 107e édition du Grand Prix de l'Escaut a lieu le 10 avril 2019. La course fait partie du calendrier UCI Europe Tour 2019 en catégorie 1.HC.

## Présentation

### Équipes
Classée en catégorie 1.HC de l'UCI Europe Tour, le Grand Prix de l'Escaut est par conséquent ouvert aux WorldTeams dans la limite de 70 % des équipes participantes, aux équipes continentales professionnelles, aux équipes continentales belges et à une équipe nationale belge.
Vingt-et-une équipes participent à ce Grand Prix de l'Escaut - dix WorldTeams et onze équipes continentales professionnelles :
| WorldTeams (10)- Deceuninck-Quick Step - Lotto Soudal - Bora-hansgrohe - EF Education First - Dimension Data - Katusha-Alpecin - Sky - Team Sunweb - Trek-Segafredo - UAE Team Emirates Équipes continentales professionnelles (11)- Cofidis, Solutions Crédits - Corendon-Circus - Direct Énergie - Israel Cycling Academy - Riwal Readynez - Roompot-Charles - Sport Vlaanderen-Baloise - Arkéa-Samsic - Vital Concept-B&B Hotels - Wallonie Bruxelles - Wanty-Groupe Gobert |
| |

## Classements

### Classement final
| \| Classement général \| Classement général \| Classement général \| Classement général \| Classement général \| \| Coureur \| Coureur \| Pays \| Équipe \| Temps \| \| ------------------ \| ------------------- \| ------------------ \| -------------------------- \| ------------------ \| \| 1er \| Fabio Jakobsen \| Pays-Bas \| Deceuninck-Quick Step \| 4 h 26 min 45 s \| \| 2e \| Max Walscheid \| Allemagne \| Team Sunweb \| + 0 s \| \| 3e \| Christopher Lawless \| Royaume-Uni \| Team Sky \| + 0 s \| \| 4e \| Hugo Hofstetter \| France \| Cofidis, Solutions Crédits \| + 0 s \| \| 5e \| Roy Jans \| Belgique \| Corendon-Circus \| + 0 s \| \| 6e \| Kris Boeckmans \| Belgique \| Vital Concept-B&B Hotels \| + 0 s \| \| 7e \| Marco Haller \| Autriche \| Katusha-Alpecin \| + 0 s \| \| 8e \| Emīls Liepiņš \| Lettonie \| Wallonie Bruxelles \| + 0 s \| \| 9e \| Jasper Philipsen \| Belgique \| UAE Team Emirates \| + 0 s \| \| 10e \| Matteo Moschetti \| Italie \| Trek-Segafredo \| + 0 s \| |                     |             |                            |                 |
| |                     |             |                            |                 |
| Source : ProCyclingStats |                     |             |                            |                 |
| Classement général |                     |             |                            |                 |
| Coureur | Coureur             | Pays        | Équipe                     | Temps           |
| 1er | Fabio Jakobsen      | Pays-Bas    | Deceuninck-Quick Step      | 4 h 26 min 45 s |
| 2e | Max Walscheid       | Allemagne   | Team Sunweb                | + 0 s           |
| 3e | Christopher Lawless | Royaume-Uni | Team Sky                   | + 0 s           |
| 4e | Hugo Hofstetter     | France      | Cofidis, Solutions Crédits | + 0 s           |
| 5e | Roy Jans            | Belgique    | Corendon-Circus            | + 0 s           |
| 6e | Kris Boeckmans      | Belgique    | Vital Concept-B&B Hotels   | + 0 s           |
| 7e | Marco Haller        | Autriche    | Katusha-Alpecin            | + 0 s           |
| 8e | Emīls Liepiņš       | Lettonie    | Wallonie Bruxelles         | + 0 s           |
| 9e | Jasper Philipsen    | Belgique    | UAE Team Emirates          | + 0 s           |
| 10e | Matteo Moschetti    | Italie      | Trek-Segafredo             | + 0 s           |

### UCI Europe Tour
La course attribue aux coureurs le même nombre de points pour l'UCI Europe Tour 2019 et le Classement mondial UCI.
| Position           | 1er | 2e  | 3e  | 4e  | 5e | 6e | 7e | 8e | 9e | 10e | 11e | 12e | 13e | 14e | 15e | 16e à 30e | 31e à 40e |
| Classement général | 200 | 150 | 125 | 100 | 85 | 70 | 60 | 50 | 40 | 35  | 30  | 25  | 20  | 15  | 10  | 5         | 3         |